# Libnotes (Goniodineura) apicifusca
Libnotes (Goniodineura) apicifusca is een tweevleugelige uit de familie steltmuggen (Limoniidae). De soort komt voor in het Australaziatisch gebied.